# Manoir du Désert (Vieux-Pont)
Le manoir du Désert ou manoir dit Le Désert ou château du Désert est une demeure fortifiée des XVe – XVIe siècles qui se dresse sur le territoire de la commune française de Vieux-Pont dans le département de l'Orne, en région Normandie. Il est partiellement inscrit au titre des monuments historiques.

## Localisation
Le manoir est situé dans la commune de Vieux-Pont, dans le département français de l'Orne.

## Historique
L'édifice date des XVe – XVIe siècles.
Le manoir sert de refuge durant la chouannerie et est modifié au XIXe siècle.
La famille de Montzey rachète le château au XIXe siècle[réf. nécessaire].

## Description
Le manoir est en granit.

## Protection
Les façades et toitures sont inscrites au titre des monuments historiques par arrêté du 14 mars 1995.